# Shamrock Islands
Die Shamrock Islands (englisch für Kleeblattinseln) sind eine Inselgruppe vor der Ingrid-Christensen-Küste des ostantarktischen Prinzessin-Elisabeth-Lands. Sie gehören zu den Bol’shie Skalistye Islands und liegen 1,5 km östlich von Mitten Island in der Prydz Bay.
Das Antarctic Names Committee of Australia benannte sie 2021 deskriptiv, da die Inseln der Gruppe in ihrer Anordnung einem dreiblättrigen Kleeblatt ähneln.